# Faktum (tidning)

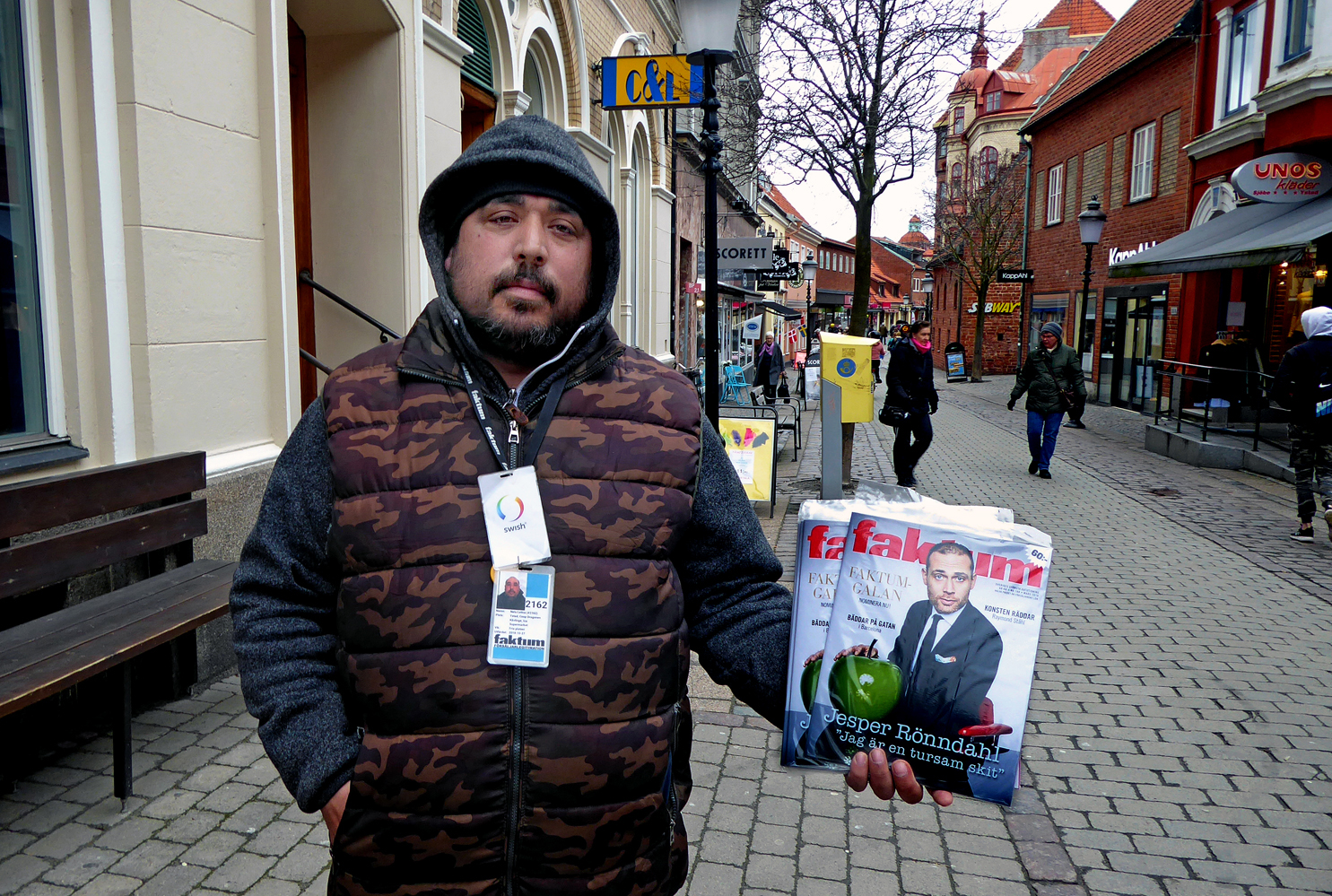
Nilo från Rumänien säljer Faktum på Stora Östergatan i Ystad 15 mars 2019.

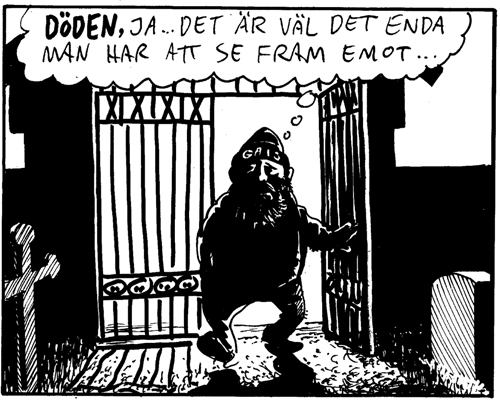
Skrubbefar är en återkommande figur i Joakim Lindengrens Faktum-serie Ett anstötligt liv.

Faktum är en gatutidning som säljs av människor som lever i hemlöshet eller i ett annat socialt utanförskap. Tidningen grundades i Göteborg 2001 och kom ut med sitt första nummer i september samma år. Faktum säljs sedan hösten 2011 även i Malmö, Lund, Ystad, Helsingborg, Kristianstad och Växjö, efter att den skånska motsvarigheten Aluma gått i konkurs och köpts upp av Faktum. Faktum startade upp i Jönköping och Värnamo under sommaren 2014 och i Halmstad under våren 2015. Under 2018 öppnade Faktum ett försäljningskontor i Karlstad. Faktum har kontor i Göteborg, Malmö och Karlstad.

## Beskrivning
Faktum erbjuder sysselsättning, i form av tidningsförsäljning, för hemlösa och människor som lever i ett socialt utanförskap. Försäljarna köper tidningen och säljer den med förtjänst. Tanken är att denna sysselsättning både skapar en inkomst men även rutiner och ett socialt sammanhang.
Innehållet i tidningen kretsar kring olika samhällsfrågor med extra fokus på hemlöshet och socialt utanförskap. Tidningen kännetecknas av sitt bild- och formspråk och sin osentimentala och rättframma ton där bisarr humor används flitigt. Ända sedan tidningen kom ut med sitt första nummer har redaktionen drivit en kritisk linje gentemot svensk hemlöshetspolitik. Som alternativ har man förordat den modellen "Bostad först" det vill säga att hemlösa människor först och främst ska ges ett eget boende på den ordinarie bostadsmarknaden. Utifrån denna nya situation kan sedan stödinsatser ske på en frivillig basis vad gäller till exempel missbruk och psykiska problem.
Tidningen köps och säljs först och främst på gator och köpcentrum, men den går även att prenumerera på.
Faktum är medlem i International Network of Street Papers (INSP) där chefredaktör Sarah Britz är styrelsemedlem.
Under några år arrangerade Faktum en gala: Faktumgalan. Under kvällen delas donerade prissummor ut till enskilda, föreningar och organisationer som verkat i Faktums anda. Galan genomfördes med ideella krafter där över 100 personer är involverade.
Sedan 2019 produceras ”Faktum Novell”, en novellsamling där kända författare tillsammans med mindre kända publiceras. Alla författare ställer upp ideellt och novellsamlingen är en sidoprodukt för försäljarna på gatan. Varje år säljs även Faktumkalendern.

## Historik
2004 arrangerade Faktum fotbolls-VM för hemlösa i Göteborg. Faktum är involverad i det landslag som varje år deltar i fotbolls-VM för hemlösa.
2006 tilldelades Faktum Publicistklubbens stora pris tillsammans med systerpublikationerna Situation Sthlm och Aluma.
Faktum fick stor uppmärksamhet när man 2007 avslöjade att kommunala bostadsbolag samarbetade med Säpo.
Våren 2008 stormade det kring Faktum efter att de valt att publicera namn på socialsekreterare som enligt tidningen fattat felaktiga beslut.
Hösten 2008 klandrades Faktum av Pressens Opinionsnämnd efter att ha publicerat en bild på en man och hans hund tillsammans med två pratbubblor. (Se bild). Mannen på bilden var inte tillfrågad om han ville vara med på bild.
I oktober 2008 JO-anmälde Faktum Göteborgs stad efter att en av tidningens journalister som ombetts att agera stödperson åt en av tidningens försäljare, nekades tillträde till ett möte med socialtjänsten. JO friade Göteborgs stad och riktade ingen kritik mot staden (JO:s beslut 20100223, Dnr 5683-2008).
April 2010 avslöjade Faktum kopplingar mellan behandlingshemmet Västkustfamiljen och Hells Angels. Avslöjandet ledde till att Socialstyrelsen och Kriminalvården inledde en undersökning och flera kommuner stoppade sina placeringar på behandlingshemmet. Faktum prisades för avslöjandet med en guldspade.
År 2014 fick Faktum guldspade för att i en serie artiklar granskat psykvården. Serien gick under vinjetten "Psykbryt". Juryns motivering var: "För att med gedigen metod vha visat hur samhällets mest utsatta patienter har svikits grovt av dem som skulle skydda dem."
År 2015 fick Faktum guldspade för granskningen av tolkverksamhet. Serien gick under vinjetten "Lotteri med livet som insats". Juryns motivering var: "För att ha avslöjat hur hundratals miljoner går till företag som utsätter en mycket svag grupp för slumpartad och riskfylld behandling".
År 2018 tilldelades Faktum INSP:s pris för bästa reportage och mest lästa reportaget i det internationella nätverket under 2017. Reportaget gjordes i New York och var en intervju med Tarana Burke, grundare av #meeto.
I september 2018 lanserades Faktum kids - ett specialmagasin om barn som lever i hemlöshet. Lanseringen fick stort genomslag och de 663 barnen som lever i akut hemlöshet i Göteborg uppmärksammades.

## Chefredaktörer
- Emil Sernbo 2001–2005 (delat chefredaktörskap med Per Adolfsson)
- Per Adolfsson 2001–2006
- Malin Kling 2006–2010
- Martin Karlsson, tf chefredaktör 2008–2009, 2011
- Aaron Israelson 2011–2015
- Sarah Britz 2015–